# Makgadikgadi Pan
Makgadikgadi Pan (Tswana- udtale makχʰadiˈkχʰaːd) er en saltpande beliggende på den tørre savanne i det nordøstlige Botswana, er en af de største saltsletter i verden. Panden er det sidste der er tilbage af den tidligere enorme Makgadikgadi-sø, som engang dækkede et område større end Schweiz, men tørrede ud for titusinder af år siden. Nylige undersøgelser af menneskelig mitokondrie-DNA tyder på, at det moderne Homo sapiens begyndte at udvikle sig i denne region for omkring 200.000 år siden, da det var et stort, frugtbart område med søer, floder, moser, skove og græsarealer, der var særligt gunstige for beboelse ved at udvikle homininer og andre pattedyr.

## Beliggenhed og beskrivelse
Makgadikgadi, der ligger sydøst for Okavango-deltaet og er omgivet af Kalahari-ørkenen, er teknisk set ikke en enkelt pande, men mange pander med sandørken imellem, hvoraf de største er Sua (Sowa), Ntwetwe og Nxai Pans. Den største individuelle pande er omkring 4.921 km2. Til sammenligning er Salar de Uyuni i Bolivia en enkelt saltflade på 10.619 km2, har sjældent meget vand og hævdes generelt at være verdens største saltpande. De har en tør, salt lerskorpe det meste af året, men panderne er sæsonmæssigt dækket af vand og græs, og er da et tilflugtssted for fugle og dyr i denne meget tørre del af verden. Klimaet er varmt og tørt, men med regelmæssige årlige regntider.
Den vigtigste vandkilde er den 330 kilometer lange Nata-flod, kaldet Amanzanyama i Zimbabwe, hvor den har sit udspring ved Sandown omkring 60 km fra Bulawayo. En mindre mængde vand kommer fra Boteti-floden i Okavango-deltaet.
Disse saltpander dækker 16.058 km2 i Kalahari-bassinet og dannede bunden for den gamle Makgadikgadi-sø, som fordampede for mange årtusinder siden. Arkæologer har i Makgadikgadi Pan dokumentgeret tilstedeværelsen af det forhistoriske menneske gennem rigelige fund af stenredskaber; nogle af disse værktøjer er blevet dateret tilstrækkeligt tidligt til at fastslå deres oprindelse som tidligere end Homo sapiens æra. Pastoralister vogtede græssende her husdyr, da vand var rigeligt tidligere i Holocæn.

## Flora
Selve panderne er salt ørken, med et planteliv kun bestående af et tyndt lag blågrønalger. Udkanten af panden består imidlertid af strandenge, og længere ude er disse omgivet af græsarealer og derefter busksavanne. De fremtrædende baobabtræer i området, fungerer som lokale vartegn. Et af dem, opkaldt efter James Chapman, fungerede som et uofficielt postkontor for opdagelsesrejsende fra det 19. århundrede.

## Fauna
Der kan ikke eksistere meget dyreliv i den hårde tørre sæson med stærke varme vinde og kun saltvand, men efter en regnperiode bliver panden et vigtigt levested for vandrene dyr, herunder gnuer og en af Afrikas største zebrapobestande, og de store rovdyr, der jager dem. Regntiden bringer også trækfugle som ænder, gæs og hvide pelikaner. Saltpanden er hjemsted for én af kun to ynglebestande af store flamingoer i det sydlige Afrika, og kun på Soa-panden, som er en del af Makgadikgadi-panderne. Den anden ynglepopulation er ved Etosha, i den nordlige del af Namibia. I den tørre årstid er strudse, rustbåndet præstekrave(Charadrius pallidus) og Kittlitzs præstekrave (Charadrius pecuarius) de eneste fugle i området . Græsarealerne i udkanten af området er hjemsted for krybdyr såsom skildpadder, hvidstrubet varan (Varanus albigularis), slanger og firben, inklusive den endemiske Makgadikgadi-pigagama (Agama hispida makgadikgadiensis) . Regionens saltvand er hjemsted for cladoceran krebsdyret Moina belli .

## Galleri
- Koloni af surikater (Suricata suricatta)
- Surikater
- Kapturako (Tockus rufirostris)
- Strudse (Struthio camelus) i saltpanden
- Kap jordegern (Xerus inauris)